# Liverpooltaube
Die Liverpooltaube (Caloenas maculata) ist eine ausgestorbene Taubenart, deren Herkunftsort bis heute nicht bekannt ist.

## Beschreibung

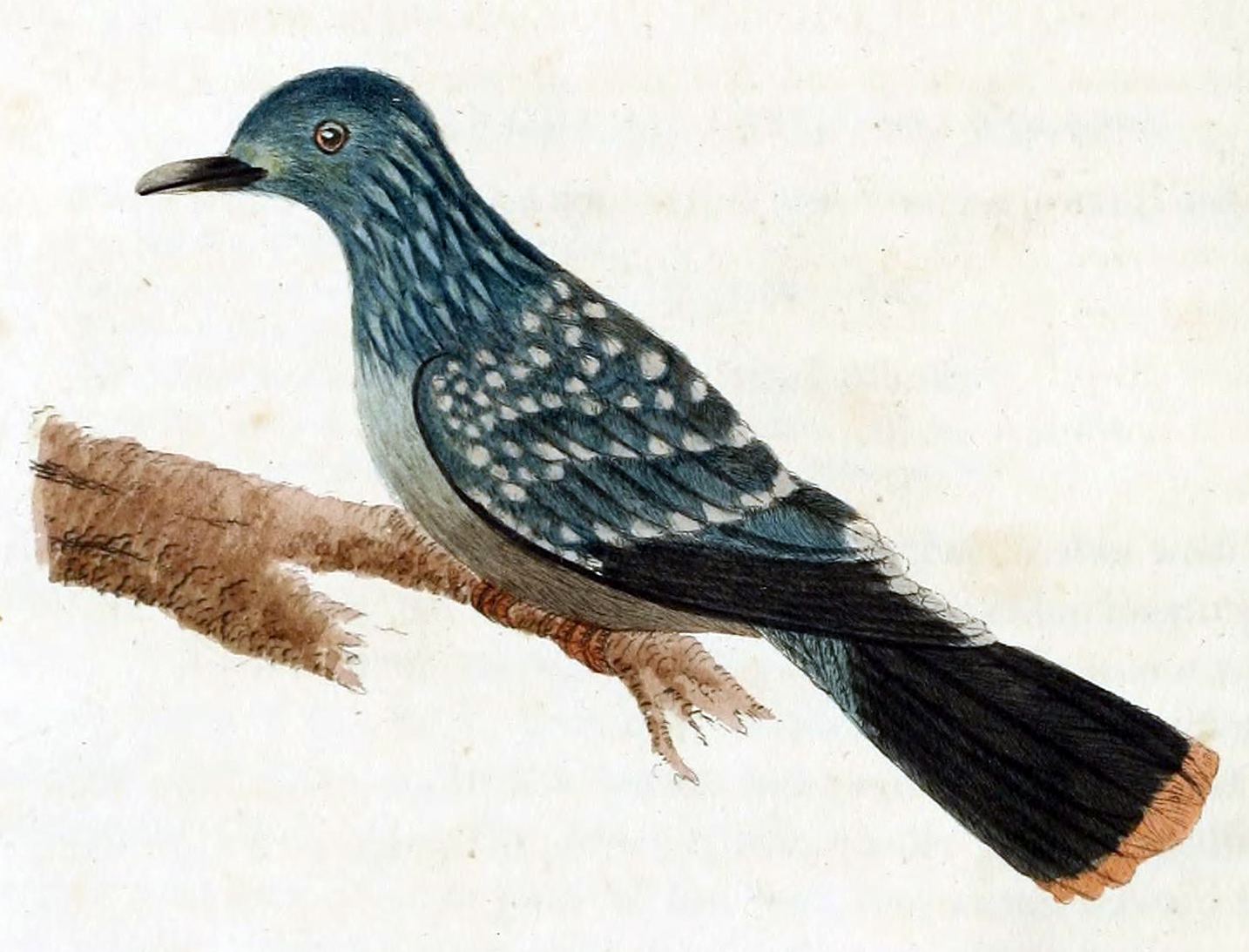
Illustration aus dem Jahr 1823 von John Latham

Die Liverpooltaube wurde erstmals im Werk A General Synopsis of Birds (1783) von John  Latham erwähnt und 1789 von Johann Friedrich Gmelin beschrieben. Sie erreichte eine Größe von 32 Zentimetern. Die Flügellänge wurde mit 175 mm, die Schwanzlänge mit 126 mm, der Schnabelfirst mit 20 mm und der Lauf mit 33 mm angegeben. Das Gefieder war tief flaschengrün mit einigen verlängerten Federn um den Hals. Die Schwung- und die Rückenfedern waren mit einem cremefarbenen Paillettenmuster gesprenkelt. Der Schwanz hatte eine cremefarbene Endbinde. Beine und Füße waren rötlich. An der Schnabelbasis war ein Höcker zu erkennen. Die Liverpooltaube hatte kurze abgerundete Flügel. Aufgrund der verlängerten Halsfedern wurde sie von John Latham als Verwandte der Mähnentaube (Caloenas nicobarica) betrachtet. Walter Rothschild sah in ihr sogar nur ein anomales Exemplar der Mähnentaube, sodass nachfolgende Autoren dieses Taxon lange Zeit ignorierten. Abgesehen von den Halsfedern wies die Liverpooltaube jedoch keine Ähnlichkeit mit der Mähnentaube auf.

## Status
Herkunftsort und die Gründe des Aussterbens sind unbekannt. Hypothesen gehen in die Richtung, dass die Art aus dem Pazifik stammen könnte, da Überlieferungen von Tahitianern aus dem Jahre 1928 einen grün-weiß gesprenkelten Vogel namens tītī beschreiben, der nach Vermutung des Naturforschers David Gibbs (2001) diese Art gewesen sein könnte. 1851 kam ein juveniles Exemplar in die Sammlung des 13. Earl of Derby nach Knowsley Hall und befindet sich heute im World Museum Liverpool. Ein zweites Exemplar, das zwischen 1783 und 1823 gesammelt wurde, ist verloren gegangen. 2008 wurde die Liverpooltaube von BirdLife International in die Liste der ausgestorbenen Vogelarten aufgenommen.